# Judo na Letniej Uniwersjadzie 2009

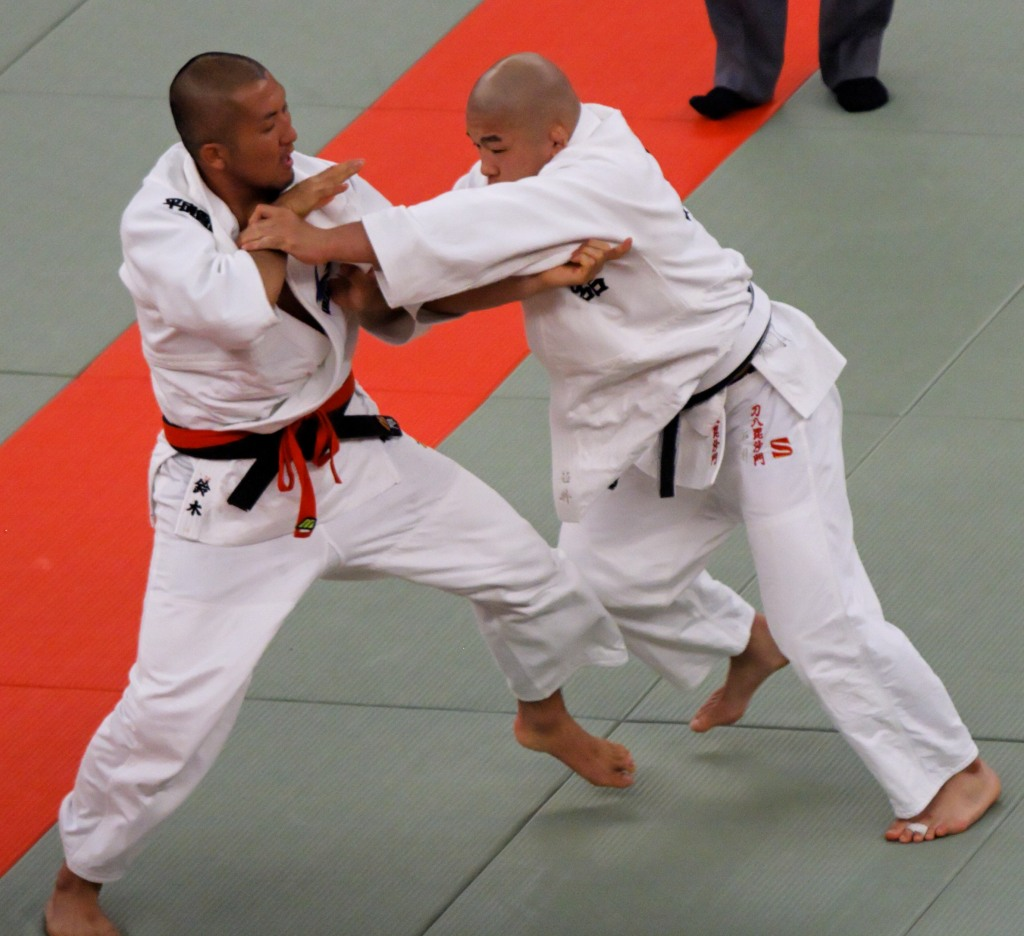

Judo na Letniej Uniwersjadzie 2009 odbędzie się w dniach 7 – 11 lipca w hali BG Fair - Hall 3 w Belgradzie. 
BG Fair - Hall 3 oddalona jest od wioski akademickiej o 4,5km.
Do rozdania będzie 18 kompletów medali. Po 9 zarówno w konkurencjach męskich jak i żeńskich.

## Obiekty
| Obiekt                | Miasto  | Odległość od wioski uniwersyteckiej | Odległość od wioski uniwersyteckiej | Funkcja           |
| Obiekt                | Miasto  | Kilometry                           | Czas                                | Funkcja           |
| BG Fair Hala 3        | Belgrad | 4,5 km                              | 10 min                              | Zawody i treningi |
| BG Fair Hala 3a       | Belgrad | 4,5 km                              | 10 min                              | Treningi          |
| BG Fair Hala 6        | Belgrad | 4,5 km                              | 10 min                              | Treningi          |
| Military Academy KN18 | Belgrad | 7,6 km                              | 15 min                              | Treningi          |

## Konkurencje
| - – 60 kg - – 66 kg - – 73 kg - – 81 kg - – 90 kg - – 100 kg - + 100 kg - Open - Zespoły | - – 48 kg - – 52 kg - – 57 kg - – 63 kg - – 70 kg - – 78 kg - + 78 kg - Open - Zespoły |

## Terminarz finałów
| - 16:00 – powyżej 78 kg kobiet - 16:00 – poniżej 78 kg kobiet - 16:00 – powyżej 100 kg mężczyzn - 16:00 – poniżej 100 kg mężczyzn | - 16:00 – poniżej 70 kg kobiet - 16:00 – poniżej 63 kg kobiet - 16:00 – poniżej 90 kg mężczyzn - 16:00 – poniżej 81 kg mężczyzn |
| - 16:00 – poniżej 57 kg kobiet - 16:00 – poniżej 52 kg kobiet - 16:00 – poniżej 73 kg mężczyzn - 16:00 – poniżej 66 kg mężczyzn   | - 16:00 – poniżej 48 kg kobiet - 16:00 – Open kobiet - 16:00 – poniżej 60 kg mężczyzn - 16:00 – Open mężczyzn                   |
| - 16:00 – Zespoły kobiet - 16:00 – Zespoły mężczyzn                                                                               | |

## Klasyfikacja medalowa
| Klasyfikacja medalowa |                  |   |   |   |       |
| Miej.                 | Państwo          |   |   |   | Razem |
| 1                     | Japonia          | 4 | 4 | 3 | 11    |
| 2                     | Korea Południowa | 3 | 4 | 4 | 11    |
| 3                     | Francja          | 2 | 2 | 2 | 6     |
| 4                     | Chiny            | 2 | 0 | 3 | 5     |
| 5                     | Holandia         | 2 | 0 | 1 | 3     |
| 6                     | Polska           | 1 | 2 | 2 | 5     |
| 7                     | Rosja            | 1 | 1 | 4 | 6     |
| 8                     | Azerbejdżan      | 1 | 0 | 0 | 3     |
| 8                     | Hiszpania        | 1 | 0 | 0 | 1     |
| 8                     | Chińskie Tajpej  | 0 | 0 | 1 | 1     |
| 11                    | Mongolia         | 0 | 2 | 1 | 3     |
| 12                    | Węgry            | 0 | 1 | 2 | 3     |
| 12                    | Kazachstan       | 0 | 1 | 2 | 3     |
| 14                    | Armenia          | 0 | 1 | 1 | 2     |
| 15                    | Czechy           | 0 | 0 | 2 | 2     |
| 15                    | Kuba             | 0 | 0 | 2 | 2     |
| 17                    | Belgia           | 0 | 0 | 1 | 1     |
| 17                    | Białoruś         | 0 | 0 | 1 | 1     |
| 17                    | Bułgaria         | 0 | 0 | 1 | 1     |
| 17                    | Portugalia       | 0 | 0 | 1 | 1     |
| 17                    | Turcja           | 0 | 0 | 1 | 1     |
| 17                    | Ukraina          | 0 | 0 | 1 | 1     |
| 17                    | Wielka Brytania  | 0 | 0 | 1 | 1     |

## Medale
| Konkurencja            | Złoto                 | Srebro                   | Brąz                                      |
| Mężczyźni              |                       |                          |                                           |
| Poniżej 60 kilogramów  | Jeroen Mooren         | Bakytzhan Turebekow      | Maasaki Fukuoka Artur Srapyan             |
| Poniżej 66 kilogramów  | Masashi Ebinuma       | Hambardzum Tonoyan       | David Dubsky Martin Iwanow                |
| Poniżej 73 kilogramów  | Wang Ki-chun          | Attila Ungvári           | Sajndżargalyn Njam-Oczir Joachim Bottieau |
| Poniżej 81 kilogramów  | Ramin Gurbanow        | Kim Min-gyu              | Łukasz Błach Jaromir Jezek                |
| Poniżej 90 kilogramów  | Dmitrij Gierasimienko | Łukasz Koleśnik          | Lee Kyu-won Romain Buffet                 |
| Poniżej 100 kilogramów | Cyrille Maret         | Daisuke Kobayashi        | Jauhen Biadulin Siergiej Samojlowicz      |
| Powyżej 100 kilogramów | Luuk Verbij           | Daiki Kamikawa           | Andrej Wołkow Barna Bor                   |
| Open                   | Kim Sung-min          | Grzegorz Eitel           | Kazuhiko Takahashi Dimitrij Sterkow       |
| Zespoły                | Korea Południowa      | Rosja                    | Kazachstan · Japonia                      |
| Kobiety                |                       |                          |                                           |
| Poniżej 48 kilogramów  | Haruna Asami          | Mönchbatyn Uranceceg     | Chung Jung-yeon Éva Csernoviczki          |
| Poniżej 52 kilogramów  | Laura Gómez           | Delphine Delsalle        | He Cancan Yanet Bermoy                    |
| Poniżej 57 kilogramów  | Małgorzata Bielak     | Sarah Loko               | Liu Yan Michelle Diemeer                  |
| Poniżej 63 kilogramów  | Wang Chin-fang        | Miki Tanaka              | Irina Gromowa Ana Cachola                 |
| Poniżej 70 kilogramów  | Yoriko Kunihara       | Pürewdżargalyn Lchamdegd | Hwang Ye-sul Gemma Gibbons                |
| Poniżej 78 kilogramów  | Géraldine Mentouopou  | Jeong Gyeong-mi          | Katarzyna Furmanek Kaliema Antomarchi     |
| Powyżej 78 kilogramów  | Qin Qian              | Lee Jung-eun             | Gülżan Isanowa Switłana Jariomka          |
| Kategoria Open         | Zhang Jie             | Kanae Yamabe             | Kim Na-young Belkıs Zehra Kaya            |
| Zespoły                | Japonia               | Korea Południowa         | Francja · Chiny                           |

## Wyniki
| - - 60 kg - - 66 kg - - 73 kg - - 81 kg - - 90 kg - - 100 kg - + 100 kg - Open - Zespoły | - - 48 kg - - 52 kg - - 57 kg - - 63 kg - - 70 kg - - 78 kg - + 78 kg - Open - Zespoły |